# Palaquium leiocarpum
Palaquium leiocarpum är en tvåhjärtbladig växtart som beskrevs av Jacob Gijsbert Boerlage. Palaquium leiocarpum ingår i släktet Palaquium och familjen Sapotaceae. Inga underarter finns listade i Catalogue of Life.